# Habitatge al carrer Gram, 19 (Canet de Mar)
L'Habitatge al carrer Gram, 19 és un edifici de Canet de Mar (Maresme) protegit com a Bé Cultural d'Interès Local.

## Descripció
Es tracta d'un edifici entre mitgeres de planta baixa i dos pisos. A la façana els diferents nivells queden ben diferenciats per una cornisa. L'edifici està coronat per un ràfec que sobresurt respecte de la façana. La distribució de les obertures és asimètrica. A la planta baixa trobem la porta d'accés i dues finestres, totes elles d'arc de mig punt. El parament és d'obra vista en aquesta part, mentre que la resta de la façana està pintada. Al primer pis hi ha un balcó corregut amb barana de ferro amb tres portes balconeres. A continuació hi ha una finestra amb vitrall protegida per una petita teulada a doble vessant. Al segon pis hi ha tres grups de finestres dobles amb una columna entre elles. A la part superior de la segona planta també hi ha obra vista.